# Jordy Buijs
Jordy Buijs (* 27. Dezember 1988 in Ridderkerk) ist ein niederländischer Fußballspieler.

## Karriere
Buijs' sportliche Karriere begann im Jahr 2007 bei Feyenoord Rotterdam. Dort konnte er sich jedoch nicht durchsetzen und wechselte Anfang 2008 – zunächst auf Leihbasis – zu BV De Graafschap. Zum Ende der Saison 2007/08 wurde er zur Stammkraft. Er kämpfte mit seinem Klub stets um den Klassenverbleib. Nach dem Abstieg 2009 blieb er De Graafschap treu und schaffte den sofortigen Wiederaufstieg. Im Sommer 2011 schloss er sich Ligakonkurrent NAC Breda an. War er dort in der Hinrunde 2011/12 noch Ersatzspieler, etablierte er sich in der Rückrunde als fester Teil des Teams. Auch mit NAC stand die Verhinderung des Abstiegs im Vordergrund. Im Sommer 2014 verpflichtete ihn mit dem SC Heerenveen ein Verein der oberen Tabellenhälfte. Im November 2014 verletzte er sich schwer und fiel für den Rest der Spielzeit 2014/15 aus. Nach seiner Rückkehr im September 2015 schaffte er den Sprung in die Stammformation nicht mehr. Anfang 2016 wechselte Buijs zu Roda Kerkrade, ehe ihn im Sommer 2016 der rumänische Erstligist Pandurii Târgu Jiu unter Vertrag nahm. Dort kam er nach sieben Startelf-Einsätzen nicht mehr zum Zuge. Im Januar 2017 verließ er den Klub und schloss sich dem australischen Erstligisten Sydney FC an. Dort gewann er die Meisterschaft 2017. 2018 wechselte er nach Japan. Hier unterschrieb er einen Vertrag bei V-Varen Nagasaki. Der Verein aus Nagasaki spielte in der höchsten japanischen Liga, der J1 League. Ende 2018 musste er mit dem Club den Weg in die Zweitklassigkeit antreten. Tokushima Vortis, ein Verein, der ebenfalls in der zweiten Liga spielte, lieh ihn die Saison 2019 aus. Für den Club aus Tokushima absolvierte er 39 Zweitligaspiele. 2020 nahm ihn der Ligakonkurrent Kyōto Sanga aus Kyōto unter Vertrag. Mit dem Verein feierte er Ende 2021 die Vizemeisterschaft und den Aufstieg in die erste Liga. Nach 80 Zweitligaspielen wechselte der Holländer im Januar 2022 zum Zweitligisten Fagiano Okayama.

## Erfolge
De Graafschap
- Eerste Divisie: 2010

Sydney FC
- A-League: 2017
- FFA Cup: 2017

Kyoto Sanga FC
- Japanischer Zweitligavizemeister: 2021  ▲